# Calificări la baschet pentru Jocurile Olimpice de vară din 2016 – Calificări masculin
Calificarea echipelor masculine pentru turneul de baschet olimpic are loc în perioada 2014-2016, toate cele cinci zone ale FIBA (Federația Internațională de Baschet) urmând a trimite echipe. Primul turneu de calificare a fost Cupa Mondială de Baschet FIBA 2014, în urma căreia campioana s-a calificat la Jocurile Olimpice. De-a lungul următorilor doi ani, mai multe turnee regionale au servit drept calificări în turneele zonale pentru a determina care echipe vor participa la Jocurile Olimpice de la Rio de Janeiro.

## Modalități de calificare

### Calificare prin campionate continentale și Cupa Mondială
Un total de 12 de echipe vor participa la Jocurile Olimpice, fiecare comitet olimpic trimițând o singură echipă. Un total de 5 turnee zonale (ce au contat pentru campionate intercontinentale) au determinat echipele calificate, șapte dintre ele calificându-se direct. Fiecărei zone i-au fost alocate următoarele locuri: 
- FIBA Africa: 1 echipă (campioana)
- FIBA America: 2 echipe (campioana și vicecampioana)
- FIBA Asia: 1 echipă (campioana)
- FIBA Europa: 2 echipe (campioana și vicecampioana)
- FIBA Oceania: 1 echipă (campioana)

Actuala campioană mondială, SUA a obținut calificarea directă câștigând Cupa Mondială de Baschet FIBA 2014. 

### Calificare ca țară gazdă
Țara gazdă (Brazilia) s-a calificat după ce FIBA a votat astfel la ședința din august 2015 de la Tokyo. 

### Calificare prin turneu pre-olimpic
Cele trei echipe suplimentare vor fi determinate la turneul de calificare FIBA  pentru bărbați din 2016, cu cele mai bune echipe necalificate participante dintre echipele care nu s-au calificat direct. Fiecărei zone i-au fost alocate cu următoarele locuri:
- Gazde: 3 echipe
- FIBA Africa: 3 echipe
- FIBA Americas: 3 echipe
- FIBA Asia: 3 echipe
- FIBA Europe: 5 echipe
- FIBA Oceania: 1 echipă

Vor fi trei turnee, cu câștigătoarele din fiecare turneu calificate la Jocurile Olimpice. Toate echipele care participă la campionatele continentale au voie să candideze pentru a găzdui turneele. 

## Echipe calificate
Echipele sunt aranjate în funcție de momentul calificării. 
| Echipă                     | Calificare         | Calificare                                                       | Apariții | Apariții | Apariții   | Cea mai bună performanță | FIBA World Ranking |
| Echipă                     | Ca                 | Dată                                                             | Ultima   | Total    | Consectuiv | Cea mai bună performanță | FIBA World Ranking |
| -------------------------- | ------------------ | ---------------------------------------------------------------- | -------- | -------- | ---------- | ------------------------ | ------------------ |
| Statele Unite ale Americii | 14 septembrie 2014 | Campioană a Cupei Mondiale FIBA 2014                             | 2012     | 18       | a 11-a     | 14 medalii de aur        | 1                  |
| Brazilia                   | 9 august 2015      | Gazdă a Jocurilor Olimpice de vară 2016                          | 2012     | 15       | a 2-a      | 3 medalii de bronz       | 9                  |
| Australia                  | 18 august 2015     | Campioană a Campionatului Oceaniei FIBA 2015                     | 2012     | 14       | a 12-a     | locul 4                  | 11                 |
| Nigeria                    | 30 august 2015     | Campioană a AfroBasket 2015                                      | 2012     | 2        | a 2-a      | locul 10                 | 25                 |
| Venezuela                  | 11 septembrie 2015 | Campioană a Campionatului Americilor FIBA 2015                   | 1992     | 2        | prima      | locul 11                 | 22                 |
| Argentina                  | 11 septembrie 2015 | Finalistă a Campionatului Americilor FIBA 2015                   | 2012     | 7        | a 4-a      | 1 medalie de aur         | 4                  |
| Spania                     | 17 septembrie 2015 | Campioana EuroBasket 2015                                        | 2012     | 12       | a 4-a      | 3 medalii de argint      | 2                  |
| Lituania                   | 18 septembrie 2015 | Finalista EuroBasket 2015                                        | 2012     | 7        | a 7-a      | 3 medalii de bronz       | 3                  |
| China                      | 03 octombrie 2015  | Campioană a Campionatului Asiei FIBA 2015                        | 2012     | 11       | prima      | locul 5                  | 14                 |
| Serbia                     | 9 iulie 2016       | Câștigătoare a Turneul mondial de calificare FIBA 2016 - Belgrad | 2004     | 3        | prima      | 1 medalie de argint      | 6                  |
| Croația                    | 9 iulie 2016       | Câștigătoare a Turneul mondial de calificare FIBA 2016 - Torino  | 2008     | 3        | prima      | 1 medalie de argint      | 12                 |
| Franța                     | 10 iulie 2016      | Câștigătoare a Turneul mondial de calificare FIBA 2016 - Manila  | 2012     | 9        | a 2-a      | 1 medalie de argint      | 5                  |

## Campionatul Mondial de Baschet masculin FIBA 2014
SUA s-a calificat direct la Jocurile Olimpice din 2016 după ce a câștigat Campionatul Mondial din 2014 și a ales să nu participe la Campionatul Americilor FIBA 2015
| #  | Echipa                     | V–Î | Calificare              |
| -- | -------------------------- | --- | ----------------------- |
| 1  | Statele Unite ale Americii | 9–0 | Calificată la Olimpiadă |
| 2  | Serbia                     | 5–4 |                         |
| 3  | Franța                     | 6–3 |                         |
| 4  | Lituania                   | 6–3 |                         |
| 5  | Spania                     | 6–1 |                         |
| 6  | Brazilia                   | 5–2 |                         |
| 7  | Slovenia                   | 5–2 |                         |
| 8  | Turcia                     | 4–3 |                         |
| 9  | Grecia                     | 5–1 |                         |
| 10 | Croația                    | 3–3 |                         |
| 11 | Argentina                  | 3–3 |                         |
| 12 | Australia                  | 3–3 |                         |
| 13 | Republica Dominicană       | 2–4 |                         |
| 14 | Mexic                      | 2–4 |                         |
| 15 | Noua Zeelandă              | 2–4 |                         |
| 16 | Senegal                    | 2–4 |                         |
| 17 | Angola                     | 2–3 |                         |
| 18 | Ucraina                    | 2–3 |                         |
| 19 | Puerto Rico                | 1–4 |                         |
| 20 | Iran                       | 1–4 |                         |
| 21 | Filipine                   | 1–4 |                         |
| 22 | Finlanda                   | 1–4 |                         |
| 23 | Coreea de Sud              | 0–5 |                         |
| 24 | Egipt                      | 0–5 |                         |

## FIBA Africa

### Calificări AfroBasket
Gazda Tunisia și campioana en-titre Angola s-au calificat automat. Celelalte locuri s-au disputat pe fiecare zonă FIBA Africa, alte trei wild card-uri fiind acordate pentru a completa campionatul de 16 echipe.
| # | Echipa  | V–Î | Calificare               |
| - | ------- | --- | ------------------------ |
| 1 | Maroc   | 2–1 | Calificată la AfroBasket |
| 2 | Algeria | 2–1 | Aleasă ca wild card      |
| 3 | Libia   | 0–2 | Retrasă                  |

| # | Echipa  | V–Î | Calificare               |
| - | ------- | --- | ------------------------ |
| 1 | Mali    | 2–0 | Calificată la AfroBasket |
| 2 | Senegal | 0–2 | Aleasă ca wild card      |

| # | Echipa      | V–Î | Calificare               |
| - | ----------- | --- | ------------------------ |
| 1 | Capul Verde | 2–0 | Calificată la AfroBasket |
| 2 | Guineea     | 0–2 |                          |

| # | Echipa           | V–Î | Calificare               |
| - | ---------------- | --- | ------------------------ |
| 1 | Coasta de Fildeș | 2–0 | Calificată la AfroBasket |
| 2 | Benin            | 0–2 |                          |

| # | Echipa       | V–Î | Calificare               |
| - | ------------ | --- | ------------------------ |
| 1 | Nigeria      | 2–0 | Calificată la AfroBasket |
| 2 | Burkina Faso | 0–2 |                          |

| # | Echipa          | V–Î | Calificare               |
| - | --------------- | --- | ------------------------ |
| 1 | Camerun         | 2–0 | Calificată la AfroBasket |
| 2 | Republica Congo | 0–2 |                          |

| # | Echipa                  | V–Î | Calificare               |
| - | ----------------------- | --- | ------------------------ |
| 1 | Gabon                   | 3–1 | Calificată la AfroBasket |
| 2 | Republica Centrafricană | 2–2 | Aleasă ca wild card      |
| 3 | Ciad                    | 1–3 |                          |

| # | Echipa  | V–Î | Calificare               |
| - | ------- | --- | ------------------------ |
| 1 | Egipt   | 4–0 | Calificată la AfroBasket |
| 2 | Uganda  | 3–1 | Calificată la AfroBasket |
| 3 | Rwanda  | 2–2 |                          |
| 4 | Kenya   | 1–3 |                          |
| 5 | Somalia | 0–4 |                          |

| # | Echipa        | V–Î | Calificare               |
| - | ------------- | --- | ------------------------ |
| 1 | Zimbabwe      | 3–1 | Calificată la AfroBasket |
| 2 | Africa de Sud | 2–2 |                          |
| 3 | Seychelles    | 1–3 |                          |

| # | Echipa   | V–Î | Calificare               |
| - | -------- | --- | ------------------------ |
| 1 | Mozambic | 2–0 | Calificată la AfroBasket |
| 2 | Botswana | 0–2 |                          |

### AfroBasket
| #  | Echipa                  | V–Î | Calificare                                     |
| -- | ----------------------- | --- | ---------------------------------------------- |
| 1  | Nigeria                 | 6–1 | Calificată la Olimpiadă                        |
| 2  | Angola                  | 5–2 | Calificată la Turneul Preolimpic de calificare |
| 3  | Tunisia                 | 6–1 | Calificată la Turneul Preolimpic de calificare |
| 4  | Senegal                 | 5–2 | Calificată la Turneul Preolimpic de calificare |
| 5  | Egipt                   | 6–1 |                                                |
| 6  | Algeria                 | 3–4 |                                                |
| 7  | Mali                    | 3–4 |                                                |
| 8  | Gabon                   | 1–6 |                                                |
| 9  | Camerun                 | 3–2 |                                                |
| 10 | Capul Verde             | 3–2 |                                                |
| 11 | Mozambic                | 2–3 |                                                |
| 12 | Coasta de Fildeș        | 2–3 |                                                |
| 13 | Maroc                   | 1–4 |                                                |
| 14 | Republica Centrafricană | 1–4 |                                                |
| 15 | Uganda                  | 1–4 |                                                |
| 16 | Zimbabwe                | 0–5 |                                                |

## FIBA America

### Calificarea la Campionatul Americilor FIBA
Format:Articol
Calificarea în FIBA America a fost mai întâi prin America Centrală și campionatele din Caraibe, unde primele trei echipe din fiecare turneu s-au calificat pentru Centrobasket, de unde se calificau patru echipe pentru Campionatul Americilor FIBA. Patru locuri au fost disputate în Campionatul Americii de Sud. Mexic, care s-a calificat deja, a fost aleasă să găzduiască turneul. Canada și SUA s-au calificat automat, dar campioana mondială Statele Unite ale Americii a ales să nu participe la turneu pentru că s-a calificat deja prin Cupa Mondială.
| # | Echipa      | V–Î | Calificare                 |
| - | ----------- | --- | -------------------------- |
| 1 | Mexic       | 3–0 | Calificare la Centrobasket |
| 2 | El Salvador | 2–1 | Calificare la Centrobasket |
| 3 | Costa Rica  | 1–2 | Calificare la Centrobasket |
| 4 | Honduras    | 0–3 |                            |

| # | Echipa                        | V–Î | Calificare                 |
| - | ----------------------------- | --- | -------------------------- |
| 1 | Bahamas                       | 4–1 | Calificare la Centrobasket |
| 2 | Cuba                          | 3–2 | Calificare la Centrobasket |
| 3 | Insulele Virgine Americane    | 4–1 | Calificare la Centrobasket |
| 4 | Insulele Virgine Britanice    | 2–3 |                            |
| 5 | Guyana                        | 2–3 |                            |
| 6 | Barbados                      | 2–3 |                            |
| 7 | Antigua și Barbuda            | 2–3 |                            |
| 8 | Sfântul Vicențiu și Grenadine | 1–4 |                            |

| #  | Echipa                     | V–Î | Calificare                                |
| -- | -------------------------- | --- | ----------------------------------------- |
| 1  | Mexic                      | 6–0 | Calificate la Campionatul Americilor FIBA |
| 2  | Puerto Rico                | 4–2 | Calificate la Campionatul Americilor FIBA |
| 3  | Republica Dominicană       | 5–1 | Calificate la Campionatul Americilor FIBA |
| 4  | Cuba                       | 3–3 | Calificate la Campionatul Americilor FIBA |
| 5  | Panama                     | 2–2 | Calificate la Campionatul Americilor FIBA |
| 6  | Insulele Virgine Americane | 2–2 |                                           |
| 7  | Bahamas                    | 1–3 |                                           |
| 8  | Jamaica                    | 1–3 |                                           |
| 9  | Costa Rica                 | 0–4 |                                           |
| 10 | El Salvador                | 0–4 |                                           |

| # | Echipa    | V–Î | Calificare                                |
| - | --------- | --- | ----------------------------------------- |
| 1 | Venezuela | 4–1 | Calificate la Campionatul Americilor FIBA |
| 2 | Argentina | 4–1 | Calificate la Campionatul Americilor FIBA |
| 3 | Brazilia  | 3–2 | Calificate la Campionatul Americilor FIBA |
| 4 | Uruguay   | 2–3 | Calificate la Campionatul Americilor FIBA |
| 5 | Paraguay  | 3–2 |                                           |
| 6 | Chile     | 2–3 |                                           |
| 7 | Ecuador   | 1–4 |                                           |
| 8 | Peru      | 0–5 |                                           |

### Campionatul Americilor FIBA
| #  | Echipa               | V–Î | Calificare                       |
| -- | -------------------- | --- | -------------------------------- |
| 1  | Venezuela            | 6–4 | Calificate la Olimpiadă          |
| 2  | Argentina            | 8–2 | Calificate la Olimpiadă          |
| 3  | Canada               | 8–2 | Calificate la Turneul Preolimpic |
| 4  | Mexic                | 7–3 | Calificate la Turneul Preolimpic |
| 5  | Puerto Rico          | 4–4 | Calificate la Turneul Preolimpic |
| 6  | Republica Dominicană | 2–6 |                                  |
| 7  | Panama               | 2–6 |                                  |
| 8  | Uruguay              | 2–6 |                                  |
| 9  | Brazilia             | 1–3 | Calificată ca țară gazdă         |
| 10 | Cuba                 | 0–4 |                                  |

## FIBA Asia

### Calificarea pentru Campionatul Asiei FIBA
Calificarea în FIBA Asia s-a realizat în două etape. În prima etapă, în Cupa Asiei FIBA, câștigătoarea se califică pentru Campionatul Asiei FIBA, în timp ce echipele de pe locurile 2-5 au primit locuri suplimentare pentru subzonele FIBA Asia din care fac parte. Cea de a doua etapă a fost prin intermediul subzonelor. Sub zona Asia de Est a ales să atribuie locurile sale pe baza clasamentului mondial FIBA, deoarece nicio țară nu a fost dispusă să găzduiască campionatul.

#### Cupa Asia FIBA
| # | Echipa          | V–Î | Calificare                          |
| - | --------------- | --- | ----------------------------------- |
| 1 | Iran            | 4–1 | Calificare pentru Campionatul Asiei |
| 2 | Taipeiul Chinez | 4–1 | +1 loc Asia de Est                  |
| 3 | Filipine        | 3–2 | +1 loc Asia de Sud Est              |
| 4 | China           | 2–3 |                                     |
| 5 | Iordania        | 3–2 | +1 loc Asia de Vest                 |
| 6 | Japonia         | 2–3 | +1 loc Asia de Est                  |
| 7 | India           | 1–4 |                                     |
| 8 | Singapore       | 0–5 |                                     |
| 8 | Indonezia       | 0–5 |                                     |

| # | Echipa     | V–Î | Calificare                          |
| - | ---------- | --- | ----------------------------------- |
| 1 | Kazahstan  | 1–0 | Calificare pentru Campionatul Asiei |
| 2 | Kârgâzstan | 0–1 |                                     |

| Echipa           | Locul în clasamentul FIBA | Calificare                          |
| ---------------- | ------------------------- | ----------------------------------- |
| China            | 14                        | Calificare pentru Campionatul Asiei |
| Coreea de Sud    | 28                        | Calificare pentru Campionatul Asiei |
| Taipeiul Chinez  | 44                        | Calificare pentru Campionatul Asiei |
| Japonia          | 47                        | Calificare pentru Campionatul Asiei |
| Hong Kong, China | 69                        | Calificare pentru Campionatul Asiei |

| # | Echipa                | V–Î | Calificare                          |
| - | --------------------- | --- | ----------------------------------- |
| 1 | Qatar                 | 5–0 | Calificare pentru Campionatul Asiei |
| 2 | Kuwait                | 4–1 | Calificare pentru Campionatul Asiei |
| 3 | Bahrain               | 3–2 |                                     |
| 4 | Arabia Saudită        | 2–3 |                                     |
| 5 | Emiratele Arabe Unite | 1–4 |                                     |
| 6 | Oman                  | 0–5 |                                     |

| # | Echipa     | V–Î | Calificare                          |
| - | ---------- | --- | ----------------------------------- |
| 1 | India      | 5–0 | Calificare pentru Campionatul Asiei |
| 2 | Sri Lanka  | 4–1 |                                     |
| 3 | Nepal      | 2–3 |                                     |
| 4 | Bangladesh | 2–3 |                                     |
| 5 | Maldive    | 2–3 |                                     |
| 6 | Bhutan     | 0–5 |                                     |

| # | Echipa    | V–Î | Calificare                          |
| - | --------- | --- | ----------------------------------- |
| 1 | Filipine  | 5–0 | Calificare pentru Campionatul Asiei |
| 2 | Malaysia  | 4–1 | Calificare pentru Campionatul Asiei |
| 3 | Singapore | 3–2 | Calificare pentru Campionatul Asiei |
| 4 | Indonezia | 2–3 |                                     |
| 5 | Laos      | 1–4 |                                     |
| 6 | Brunei    | 0–5 |                                     |

| # | Echipa    | V–Î | Calificare                          |
| - | --------- | --- | ----------------------------------- |
| 1 | Liban     | 4–0 | Calificare pentru Campionatul Asiei |
| 2 | Iordania  | 3–1 | Calificare pentru Campionatul Asiei |
| 3 | Palestina | 2–2 | Calificare pentru Campionatul Asiei |
| 4 | Siria     | 1–3 |                                     |
| 5 | Irak      | 0–4 |                                     |

### Campionatul Asiei FIBA
| #  | Echipa           | V–Î | Calificare                                     |
| -- | ---------------- | --- | ---------------------------------------------- |
| 1  | China            | 9–0 | Calificată la Olimpiadă                        |
| 2  | Filipine         | 7–2 | Calificată la Turneul Preolimpic ca gazdă      |
| 3  | Iran             | 7–2 | Calificate la Turneul Preolimpic               |
| 4  | Japonia          | 5–4 | Calificate la Turneul Preolimpic               |
| 5  | Liban            | 5–4 | deposedată de calificare la Turneul Preolimpic |
| 6  | Coreea de Sud    | 5–4 |                                                |
| 7  | Qatar            | 4–5 |                                                |
| 8  | India            | 3–6 |                                                |
| 9  | Iordania         | 5–3 |                                                |
| 10 | Palestina        | 4–4 |                                                |
| 11 | Kazahstan        | 2–6 |                                                |
| 12 | Hong Kong, China | 1–7 |                                                |
| 13 | Taipeiul Chinez  | 3–2 |                                                |
| 14 | Kuwait           | 1–4 |                                                |
| 15 | Singapore        | 1–4 |                                                |
| 16 | Malaysia         | 0–5 |                                                |

## FIBA Europa

### Calificări Eurobaschet
Au existat două runde de calificare pentru Eurobaschet. În prima rundă, câștigătoarele grupelor s-au calificat în etapa eliminatorie knock-out; câștigătoarele s-au calificat pentru campionat, toate celelalte echipe, inclusiv cele eliminate în faza grupelor, au participat la cea de a doua rundă, în care câștigătoarele grupelor și echipele clasate pe locul al doilea, cu excepția echipei cu cele mai slabe rezultate, s-au calificat la turneul final. Echipele europene care au participat la Cupa Mondială FIBA 2014 s-au calificat, de asemenea, în turneul final. Ucraina nu a mai fost menținută ca țară gazdă, dar a fost păstrată în turneu în virtutea participării la Cupa Mondială FIBA 2014; în schimb drepturi de gazdă au fost acordate pentru patru țări: Croația, Franța, Germania și Letonia, fiecare găzduind o grupă din turul preliminar, Franța găzduind runda finală.
Afișați originalul

#### Primul tur
| # | Echipa   | V–Î | Calificare                      |
| - | -------- | --- | ------------------------------- |
| 1 | Bulgaria | 3–0 | A avansat în turul eliminatoriu |
| 2 | Islanda  | 2–2 | A avansat în turul al doilea    |
| 3 | România  | 1–3 | A avansat în turul al doilea    |

| # | Echipa        | V–Î | Calificare                      |
| - | ------------- | --- | ------------------------------- |
| 1 | Estonia       | 3–1 | A avansat în turul eliminatoriu |
| 2 | Portugalia    | 2–2 | A avansat în turul al doilea    |
| 3 | Țările de Jos | 1–3 | A avansat în turul al doilea    |

| # | Echipa    | V–Î | Calificare                      |
| - | --------- | --- | ------------------------------- |
| 1 | Elveția   | 5–1 | A avansat în turul eliminatoriu |
| 2 | Austria   | 5–1 | A avansat în turul al doilea    |
| 3 | Danemarca | 2–4 | A avansat în turul al doilea    |
| 4 | Luxemburg | 0–6 | A avansat în turul al doilea    |

| 1 | Belarus | 3–1 | A avansat în turul eliminatoriu | 2 | Slovacia | 2–2 | A avansat în turul al doilea |
| 3 | Ungaria | 1–3 |                                 |   |          |     | A avansat în turul al doilea |

##### Turul eliminatoriu
| # | Echipa   | V–Î | Calificare                   |
| - | -------- | --- | ---------------------------- |
| 1 | Estonia  | 2–2 | Calificată la Eurobaschet    |
| 2 | Bulgaria | 3–1 | A avansat în turul al doilea |
| 3 | Belarus  | 1–1 | A avansat în turul al doilea |
| 3 | Elveția  | 0–2 | A avansat în turul al doilea |

#### Turul al doilea
| # | Echipa                | V–Î | Calificare                |
| - | --------------------- | --- | ------------------------- |
| 1 | Bosnia și Herțegovina | 4–0 | Calificate la Eurobaschet |
| 2 | Islanda               | 2–2 | Calificate la Eurobaschet |
| 3 | Regatul Unit          | 0–4 |                           |

| # | Echipa        | V–Î | Calificare                |
| - | ------------- | --- | ------------------------- |
| 1 | Israel        | 4–2 | Calificate la Eurobaschet |
| 2 | Țările de Jos | 4–2 | Calificate la Eurobaschet |
| 3 | Muntenegru    | 3–3 |                           |
| 4 | Bulgaria      | 1–5 |                           |

| # | Echipa    | V–Î | Calificare                |
| - | --------- | --- | ------------------------- |
| 1 | Polonia   | 5–1 | Calificate la Eurobaschet |
| 2 | Germania  | 4–2 | Calificate la Eurobaschet |
| 3 | Austria   | 3–3 |                           |
| 4 | Luxemburg | 0–6 |                           |

| # | Echipa            | V–Î | Calificare                |
| - | ----------------- | --- | ------------------------- |
| 1 | Belgia            | 5–1 | Calificate la Eurobaschet |
| 2 | Macedonia de Nord | 5–1 | Calificate la Eurobaschet |
| 3 | Belarus           | 2–4 |                           |
| 4 | Danemarca         | 0–6 |                           |

| # | Echipa     | V–Î | Calificare                |
| - | ---------- | --- | ------------------------- |
| 1 | Georgia    | 4–2 | Calificate la Eurobaschet |
| 2 | Cehia      | 4–2 | Calificate la Eurobaschet |
| 3 | Ungaria    | 4–2 |                           |
| 4 | Portugalia | 0–6 |                           |

| # | Echipa   | V–Î | Calificare                |
| - | -------- | --- | ------------------------- |
| 1 | Letonia  | 6–0 | Calificată la Eurobaschet |
| 2 | România  | 4–2 |                           |
| 3 | Suedia   | 2–4 |                           |
| 4 | Slovacia | 0–6 |                           |

##### Grupa G
| # | Echipa  | V–Î | Calificare                |
| - | ------- | --- | ------------------------- |
| 1 | Italia  | 3–1 | Calificate la Eurobaschet |
| 2 | Rusia   | 2–2 | Calificate la Eurobaschet |
| 3 | Elveția | 1–3 |                           |

### EuroBasket
| #  | Echipa                | V–Î | Calificare                                                          |
| -- | --------------------- | --- | ------------------------------------------------------------------- |
| 1  | Spania                | 7–2 | Calificată la Olimpiadă                                             |
| 2  | Lituania              | 7–2 | Calificată la Olimpiadă                                             |
| 3  | Franța                | 8–1 | Calificată la Turneul Preolimpic                                    |
| 4  | Serbia                | 7–2 | Calificată la Turneul Preolimpic ca gazdă                           |
| 5  | Grecia                | 7–1 | Calificată la Turneul Preolimpic                                    |
| 6  | Italia                | 5–3 | Calificată la Turneul Preolimpic ca gazdă                           |
| 7  | Cehia                 | 5–4 | Calificată la Turneul Preolimpic                                    |
| 8  | Letonia               | 4–5 | Calificată la Turneul Preolimpic                                    |
| 9  | Croația               | 3–3 | Calificată la Turneul Preolimpic                                    |
| 10 | Israel                | 3–3 |                                                                     |
| 11 | Polonia               | 3–3 |                                                                     |
| 12 | Slovenia              | 3–3 |                                                                     |
| 13 | Belgia                | 3–3 |                                                                     |
| 14 | Turcia                | 3–3 | Calificată la Turneul Preolimpic ca echipă înlocuitoare a Libanului |
| 15 | Georgia               | 2–4 |                                                                     |
| 16 | Finlanda              | 2–4 |                                                                     |
| 17 | Rusia                 | 1–4 |                                                                     |
| 18 | Germania              | 1–4 |                                                                     |
| 19 | Macedonia de Nord     | 1–4 |                                                                     |
| 20 | Estonia               | 1–4 |                                                                     |
| 21 | Țările de Jos         | 1–4 |                                                                     |
| 22 | Ucraina               | 1–4 |                                                                     |
| 23 | Bosnia și Herțegovina | 1–4 |                                                                     |
| 24 | Islanda               | 0–5 |                                                                     |

## FIBA Oceania

### Campionatul Oceania FIBA
| # | Echipa        | V–Î | Calificare                       |
| - | ------------- | --- | -------------------------------- |
| 1 | Australia     | 2–0 | Calificată la Olimpiadă          |
| 2 | Noua Zeelandă | 0–2 | Calificată la Turneul Preolimpic |

## Turneele mondiale de calificare FIBA 2016
| # | Echipa  | V–Î | Calificare              |
| - | ------- | --- | ----------------------- |
| 1 | Croația | 3–1 | Calificare la Olimpiadă |
| 2 | Italia  | 3–1 |                         |
| 3 | Grecia  | 2–1 |                         |
| 4 | Mexic   | 1–2 |                         |
| 5 | Iran    | 0–2 |                         |
| 6 | Tunisia | 0–2 |                         |

| # | Echipa        | V–Î | Calificare              |
| - | ------------- | --- | ----------------------- |
| 1 |               |     | Calificare la Olimpiadă |
| 2 |               |     |                         |
| 3 | Noua Zeelandă | 1–2 |                         |
| 4 | Turcia        | 1–2 |                         |
| 5 | Senegal       | 0–2 |                         |
| 6 | Filipine      | 0–2 |                         |

| # | Echipa      | V–Î | Calificare              |
| - | ----------- | --- | ----------------------- |
| 1 | Serbia      | 4–0 | Calificare la Olimpiadă |
| 2 | Puerto Rico | 2–2 |                         |
| 3 | Letonia     | 2–1 |                         |
| 4 | Cehia       | 1–2 |                         |
| 5 | Angola      | 0–2 |                         |
| 6 | Japonia     | 0–2 |                         |